# Горбаневська Наталя Євгенівна
Наталя Євгенівна Горбаневська (нар. 26 травня 1936 , Москва  — пом. 29 листопада 2013[…] , Париж ) — російська поетеса, перекладачка; значна радянська правозахисниця, учасник дисидентського руху в СРСР.
Наталя Євгенівна Горбаневська стала вперше широковідомою завдяки участі в демонстрації протесту 25 серпня 1968 року радянських інтелігентів в Москві проти Радянського військового нападу на Чехословаччину.

## Життєпис
В 1964 р. закінчила Ленінградський університет за спеціальністю «філолог, викладач російської мови та літератури середньої школи». Працювала в Москві бібліотекарем, бібліографом, технічним і науковим перекладачем. Була ініціатором, автором, редактором і друкаркою першого випуску самвидавівського бюлетеня «Хроніка поточних подій».
Учасниця демонстрації 25 серпня 1968 року проти введення радянських військ до Чехословаччини. 24 грудня 1969 р. була заарештована, у квітні 1970 в Інституті судової психіатрії імені В. П. Сербського їй був поставлений діагноз «уповільнена шизофренія» без посилань на висновки судмедекспертів про будь-які психопатологічні розлади, які обумовлювали б необхідність госпіталізації, після чого була доправлена на примусове лікування в психіатричну лікарню тюремного типу, де утримувалась 2 роки і 2 місяці, до 22 лютого 1972 року.
17 грудня 1975 року емігрувала. Жила в Парижі. Працювала в редакції журналу «Континент», була позаштатним співробітником радіо «Свобода»; з початку 1980-х років і до 2003 працювала в газеті «Російська думка». З 1999 була членом редколегії російськомовного варшавського журналу «Нова Польща», публікувалась в ньому як автор і як перекладач.
З 2005 року — громадянка Польщі.
25 серпня 2013 року, через 45 років після демонстрації 25 серпня 1968 року, Горбаневськая знову взяла участь у демонстрації на Красній площі під гаслом «За вашу і нашу свободу». Банер з гаслом у Лобного місця розгорнула група з 12 осіб, з яких 10 осіб було затримано поліцією. Горбанєвську поліція не чіпала.
Поезію Горбаневської перекладали англійською Джералд Сміт і Деніел Вайсборт, на польську — Віктор Ворошільскій, Станіслав Бараньчак, Адам Поморський, на українську — українська поетеса та перекладачка Валерія Богуславська.

## Почесні звання та нагороди
- doktor honoris causa Люблінського університету Марії Кюрі-Склодовської[8]
- Центрально-європейська літературна премія (Central European literary award Angelus)

## Праці

### Оригінали
- Де і коли, Paris, 1985
- Мінлива хмарність, Paris, 1985
- Чужі камені, New York, 1983
- Ангел дерев'яний, Ann Arbor, 1982
- Три зошити віршів, Bremen, 1975
- Перелітаючи снігову кордон, Paris, 1979
- Узбережжя, Ann Arbor, 1973
- Полудень. Справа про демонстрації 25 серпня 1968 року на Червоній площі, Frankfurt / M., 1970
- Вірші, Frankfurt / M., 1969

### Українські переклади
- Горбаневська Наталія. Концерт для оркестру / Пер. В. Богуславської. — Київ: Дух і літера, 2007. — 120 с. ISBN 978-966-378-069-6
- Горбаневська Наталія. Кола по воді / Пер. В. Богуславської. — Київ: Дух і літера, 2012. — 454 с. ISBN 978-966-378-257-7

## Виноски
1. 1 2  SNAC — 2010.
2. 1 2  FemBio database
3. 1 2  Русская литература XX века. Прозаики, поэты, драматурги / под ред. Н. Н. Скатов — 2005. — С. 523–524. — ISBN 5-94848-245-6
4. 1 2  Natalya Gorbanevskaya - obituary, Наталя Горбаневська - некролог
5. 1 2 3  Bibliothèque nationale de France BNF: платформа відкритих даних — 2011.
6. ↑  Identifiants et Référentiels — ABES, 2011.
7. ↑  ng68 / Блог Наталі Горбаневської
8. ↑  Dziennik, 24.10.2008. Архів оригіналу за 30.09.2011. Процитовано 09.04.2019.